# فجة
قرية فلسطينية في قضاء يافا. وقد تم طرد آخر سكان فجة بسبب الضغط الذي مورس وسمي بـ «عملية الهمس»، وقد أرسل الإرجون مناحم بيجن وهو وارث مقولة فلاديمير جابوتنسكي بشأن الحائط الحديدي من «الجراب اليهودية» رسالة داخلية للتهنئة على عملية الانتصار الرائعة وتأثيراتها الإيجابية فيما بعد للاستيلاء على طبريا وحيفا، حتى أن هذه الحادثة وأسلوب الترحيل القسري للفلسطينيين كان برنامج ليحي السياسي تحضيراً لانتخابات الكنيست الأول في تموز / أب 1948 – وحينها أعلن ليحي تبادل للسكان العرب واليهود في البلاد العربية هو التسوية الفضلى للعلاقة المضطربة بين الشعب اليهودي والعربي.
وثمة إجماع عام على أن مجزرة دير ياسين كانت تهدف إلى إرهاب السكان الفلسطينيين وساهمت بصورة غير مباشرة في التسبب بالفرار المشوب بالذعر من حيفا ويافا وطبريا، والمهم في هذه المجازر أنها تناغمت وتشابكت مع إستراتيجية الهاجاناة التي لم تميز بأي شكل فيما يتعلق بسياسة الترحيل القرى الصديقة مثل «دير ياسين» من القرى المحاربة، وبموجب هذه الإستراتيجية شنت في تلك الأيام عشرات الهجمات من قبل قوات الهاجاناة والبلماح وجرى تدمير البيوت بـ الديناميت على رؤوس العجائز والنساء والأطفال ومن الأمثلة على ذلك قرية فجة وعائلة أبو لبن وبلد الشيخ والخصاص وقزازة والمواصة وفندق سميراميس في القدس وسعسع والحسينية.
وقد جرت مشاورات بين بن غوريون وشرتوك وكابلان وليفي أشكول " نائب وزير الدفاع: بشأن لجنة مقترحة للإشراف على الترحيل تضم ممثلين عن الصندوق القومي اليهودي " فايتس" ودائرة الاستيطان في الوكالة اليهودية ومؤسسة الدفاع، وقد أهلن فايتس باجتماعه إلى دانين عن التقدم المحقق في تدمير قرية فجة، وقرية المغار الذي شاهد تدميرها بعينيه ولم يتحرك أي شعور داخلي لدى رؤية الجرافات والديناميت إذ لا أسف ولا كراهية فهذه " سنة الدنيا" إضافة إلى قرى بيار عدس قرب المجدل ومسكة، وبيت دجن، ووادي الحولة، والحواص قرب حيفا والسميرية قرب عكا وجعتون قرب نهاريا والمنشية قرب عكا ودالية الروحا والبطيمات وصابرين.

## إحصاءات وحقائق
- طُهرت عرقياً منذ: 22,175 يوماً
- تاريخ الاحتلال الصهيوني: 15 أيار، 1948
- البعد من مركز المحافظة: 15 كم شمال شرقي يافا
- متوسط الارتفاع: 25 متر
- سبب النزوح:	نتيجة الحرب النفسية لتخويف السكان على الرحيل
- مدى التدمير: أغلبية البيوت مدمرة، وعلى الأقل إحدى البيوت أو المباني باقية
- ملكية الأرض: الخلفية العرقية ملكية الأرض/دونم

- فلسطيني: 3,215
- تسربت للصهاينة: 1,580
- مشاع: 124
- المجموع: 4,919
- تقدير لتعداد الاجئين: 8,548 في 1998
- الحالة التعليمية: البلدة كان فيها مدرسة للذكور اُسست في عام 1922. في عام 1945 التحق في المدرسة 181 طالب
- خرائط ذات صلة:  ساعدونا بتخطيط البلدة في موقع التخطيط الحر - WikiMapia
- استخدام الأراضي عام 1945

| نوعية المساحة المستخدمة  | فلسطيني (دونم) | يهودي (دونم) |
| ------------------------ | -------------- | ------------ |
| مزروعة بالحمضيات         | 602            | 166          |
| مزروعة بالبساتين المروية | 53             | 8            |
| مزروعة بالحبوب           | 2,457          | 1,406        |
| مبنية                    | 7              | 0            |
| صالح للزراعة             | 3,112          | 1,580        |
| بور                      | 220            | 0            |

- التعداد السكاني

| السنة | نسمة              |
| ----- | ----------------- |
| 1922  | 194               |
| 1931  | 707               |
| 1945  | 1,570 (370 يهودي) |
| 1948  | 1,392             |

- عدد البيوت

| السنة | عدد البيوت |
| ----- | ---------- |
| 1931  | 165        |
| 1948  | 324        |

## نبذة تاريخية وجغرافية
تقع فجة إلى الشمال الشرقي من مدينة يافا. وتبعد عنها 15 كم وترتفع عن سطح البحر وتبلغ مساحة أراضيها 4919 دونماً يحيط بها أراضي قرى اللد من الشمال وقرى قضاء الرملة من الشرق ومن الغرب قرية ملبس. قامت المنظمات الصهيونية المسلحة بهدم القرية وتشريد أهلها البالغ عددهم عام 48 حوالي (1392) نسمة وكان ذلك في 15-5-1948 وقام الصهاينة بضم أراضي القرية إلى مستعمرة (بتاح تكفا) المقامة على أراضي قرية ملبس العربية ويبلغ مجموع اللاجئين من هذه القرية في عام 1998 (8548) نسمة.

## القرية اليوم
محيت القرية بأكملها، باستثناء منزل واحد وبركة. ويتميز الموقع، فضلاً عن ذلك، بشجر الكينا ونبات الصبار. وتشغل الأبنية جزءاً من الأرض، أما الباقي فيتم زرعه.

## المغتصبات الصهيونية على أراضي القرية
شغل الموقع أولاً في أوائل الخمسينات بمخيم انتقالي للمهاجرين الجدد سمي عميشاف لكنه بات الآن من الضواحي الشرقية لمستعمرة بتاح تكفا التي أنشئت غربي القرية في سنة 1878. وقامت عصابة الهاجناه الإرهابية بهجوم مسلح على مقهى قرية فجة من مستعمرة بتاح تكفا فقتلت عربي وجرحت سبعة عشرة آخرين ووضعت متفجرات في المكان 21-05-1947.